# Strada statale 4 (Albania)
La strada statale 4 (in albanese Rruga shtetërore SH4) è una strada statale albanese che unisce la città portuale di Durazzo con la frontiera greca.